# Clemens von Fürstenberg-Borbeck
Wenzeslaus Hubert Maria Clemens Freiherr von Fürstenberg-Borbeck (* 2. Dezember 1835 in Borbeck; † 6. Mai 1891 in Berlin) war ein preußischer Generalmajor und Kommandeur der 1. Garde-Kavallerie-Brigade.

## Leben

### Herkunft
Clemens war ein Sohn des gleichnamigen großherzoglich hessischen Kammerherrn Clemens von Fürstenberg-Borbeck (1791–1844) und dessen Ehefrau Antonie, geborene Freiin von Weichs zur Wenne (1808–1871). Sein Vater war Herr auf Borbeck, Horst im Bruch, Grafschaft und Hugenpoet, Domkapitular des ehemaligen Erzstifts Trier, preußischer Major à la suite sowie Ehrenritter des Souveränen Malteserordens. Friedrich Leopold von Fürstenberg war ein Bruder.

### Militärkarriere
Fürstenberg besuchte die Ritterakademie in Bedburg, trat anschließend am 1. Dezember 1855 als Kürassier in das 4. Kürassier-Regiment der Preußischen Armee ein und avancierte bis Mitte April 1857 zum Sekondeleutnant. Nach seiner Teilnahme am Krieg gegen Dänemark 1864 stieg er Mitte Oktober 1865 zum Premierleutnant auf und wurde 1866 im Deutschen Krieg bei der Mainarmee in den Gefechten bei Dermbach, Aschaffenburg, Tauberbischofsheim und Gerchsheim eingesetzt. Nach dem Krieg avancierte Fürstenberg Mitte April 1867 zum Rittmeister und Chef der 5. Eskadron, die er 1870/71 im Krieg gegen Frankreich in den Schlachten bei Vionville und Gravelotte sowie in den Gefechten bei Puiseux und Droué führte. Für sein Wirken erhielt er das Eiserne Kreuz II. Klasse und sein Regimentschef Großherzog Peter II. zeichnete ihn mit dem Ritterkreuz II. Klasse des Oldenburgischen Haus- und Verdienstordens des Herzogs Peter Friedrich Ludwig mit Schwertern aus.
Am 26. November 1874 wurde Fürstenberg unter Stellung à la suite seines Regiments Präses der 6. Remonte-Ankaufskommission. Als Major erfolgte Anfang August 1879 seine Ernennung zum etatmäßigen Stabsoffizier im Regiment der Gardes du Corps. Am 24. Juli 1883 kommandierte man ihn zunächst zur Vertretung des erkrankten Kommandeurs des Ostpreußischen Kürassier-Regiments Nr. 3 „Graf Wrangel“ nach Königsberg. Unter Stellung à la suite am 23. August mit der Führung dieses Regiments beauftragt, wurde er am 20. Oktober zum Kommandeur dieses Verbandes ernannt und Anfang Dezember 1883 zum Oberstleutnant befördert. Daran schloss sich ab dem 13. März 1884 eine Verwendung als Kommandeur des Garde-Kürassier-Regiments an. Er avancierte zum Oberst und erhielt Mitte September 1888 den Kronen-Orden II. Klasse. Unter Stellung à la suite seines Regiments wurde Fürstenberg am 19. September des Folgejahres mit der Führung der 1. Garde-Kavallerie-Brigade beauftragt und einen Monat später zum Kommandeur dieses Großverbandes ernannt. Während der Herbstübung trat bei ihm ein schweres Herzleiden zu Tage, sodass er nach seiner Ende März erfolgten Beförderung zum Generalmajor seinen Abschied einreichen musste. Unter Verleihung des Roten Adlerordens II. Klasse mit Eichenlaub wurde er daher am 14. Mai 1890 mit Pension zur Disposition gestellt.
Fürstenberg verstarb unverheiratet und er wurde in der Familiengruft in Borbeck beigesetzt.